# Виктоар Бурбон-Френска
Мари-Луиз-Терез-Виктоар Френска (на фр. Marie-Louise-Thérèse-Victoire de France) или както е наричана Мадам Виктоар е четвъртата дъщеря на Луи XV и Мария Лежинска.
На 5-годишна възраст тя е изпратена заедно с по-малките си сестри в абатството Фонтвро, където е възпитавана от монахините. Връща се в двора през 1748 г., когато е 15-годишна, и веднага прави впечатление с красотата си. Виктоар е описвана от съвременниците си като „най-красивата дъщеря на най-хубавия сред кралете“: „Тъмните ѝ очи имат вълнуваща мекота, дългите ѝ мигли засенчват бузите ѝ, устата ѝ е чувствена, брадичката – тясна, челото – широко, черните ѝ коси (същите като на баща ѝ) подхождат на матовия ѝ тен; бродираната със злато рокля, шалът от жълта коприна и белите дантели украсяват едно съзблазнително тяло“ – пише за нея Пиер дьо Нолак.
Много близка с майка си, кралицата Мария Лежинска, с брат си, дофина Луи, и със сестрите си, тя страда заедно с тях от изневерите на баща си, от строгия дворцов протокол и сплетните на придворните и постепенно се затваря в себе си както става и с останалите ѝ близки. Въпреки това обаче остава любяща и покорна на волята на баща си дъщеря.
Подобно на сестрите си тя е музикална и свири на различни инструменти, но избягва дворцовите балове. Нейната страст са градините и екзотичните растения – едно модно за времето си увлечение.
През 1789 г. в разгара на Френската революция от десетте деца на Луи XV и Мария Лежинска вече са останали само Виктоар и Мари-Аделаид (другите сестри, както и братята им са починали). През февруари 1791 г. двете възрастни дами избягват от Франция и се установяват в Италия – първоначално в Торино, където живее тяхната племенница Клотилд Френска, сестра на Луи XVI, по-късно в Рим, където папата ги подслонява в двореца Фарнез, а след пристигането в страната на френските войски известно време живеят в Неапол, след това прекосяват Адриатическо море и се отправят към Корфу.
Виктоар умира в Триест на 7 юни 1799 г. от рак на гърдата. 8 месеца по-късно умира и сестра ѝ Мари-Аделаид.
Телата им са върнати във Франция при управлението на Луи XVIII и са погребани в семейната гробница в Сен Дени.